# Честер (Джорджія)
Честер (англ. Chester) — місто (англ. town) в США, в окрузі Додж штату Джорджія. Населення — 525 осіб (2020).

## Географія
Честер розташований за координатами 32°23′40″ пн. ш. 83°9′20″ зх. д. / 32.39444° пн. ш. 83.15556° зх. д. (32.394447, -83.155682).  За даними Бюро перепису населення США в 2010 році місто мало площу 2,26 км², з яких 2,26 км² — суходіл та 0,01 км² — водойми.

## Демографія
Згідно з переписом 2010 року, у місті мешкало 1596 осіб у 164 домогосподарствах у складі 95 родин. Густота населення становила 705 осіб/км².  Було 215 помешкань (95/км²).
Расовий склад населення:
| - 57,8 % — чорних або афроамериканців - 40,9 % — білих - 0,2 % — азіатів - 0,1 % — вихідців з тихоокеанських островів - 0,1 % — корінних американців |

До двох чи більше рас належало 0,5 %. Частка іспаномовних становила 3,6 % від усіх жителів.
За віковим діапазоном населення розподілялося таким чином: 4,7 % — особи молодші 18 років, 91,0 % — особи у віці 18—64 років, 4,3 % — особи у віці 65 років та старші. Медіана віку мешканця становила 38,7 року. На 100 осіб жіночої статі у місті припадало 718,5 чоловіків;  на 100 жінок у віці від 18 років та старших — 868,8 чоловіків також старших 18 років.
Середній дохід на одне домашнє господарство  становив 30 803 долари США (медіана — 21 071), а середній дохід на одну сім'ю — 35 044 долари (медіана — 26 667). Медіана доходів становила 37 500 доларів для чоловіків та 31 667 доларів для жінок. За межею бідності перебувало 33,5 % осіб, у тому числі 34,4 % дітей у віці до 18 років та 31,5 % осіб у віці 65 років та старших.
Цивільне працевлаштоване населення становило 119 осіб. Основні галузі зайнятості: освіта, охорона здоров'я та соціальна допомога — 19,3 %, роздрібна торгівля — 18,5 %, публічна адміністрація — 16,8 %.